# Maquis de Coat-Mallouen
Le maquis de Coat-Mallouen, ou maquis de Plésidy-Saint-Connan est formé en juin 1944, avec le concours du groupe Jedburgh Frederick, après la défaite des maquisards de Saint-Marcel. Il est issu à la base d’un groupe de résistants organisé militairement par le sous-lieutenant Jean Robert (un membre des SAS parachuté le 6 juin 1944 à Duault). Il s’étendait sur une grande partie du territoire de la commune de Kerpert, dans les Côtes-d'Armor en Bretagne. Les maquisards venaient de Pédernec, Bégard, Grâces et étaient très jeunes (de17 à 20 ans).

« Le sous-lieutenant Jean Robert avait mis en place une organisation militaire avec réveil à 6 heures, lever des couleurs, sport et instruction militaire. Les exercices de tir se faisaient, le matin, dans les caves du château (une grande maison bourgeoise près de l'abbaye de Coat-Mallaouen). (...) Les maquisards [étaient] des groupes de copains de Guingamp et des environs. (...) Le plus jeune n'avait pas 17 ans, le plus âgé un peu plus de 20. Les scouts dormaient sous tente, les autres sous des cabanes faites de bruyère et de branchages. »

L'effectif du maquis augmente rapidement pour atteindre 300 hommes le 27 juillet 1944, jour où il est attaqué par les Allemands. Les maquisards, commandés par Jean Robert, résistèrent vaillamment (13 résistants furent tués), notamment dans le bois de Coat-Mallouen, tenant deux heures avant l'arrivée des renforts allemands, avant de se replier en forêt de Duault, et les Allemands renoncèrent à les poursuivre.

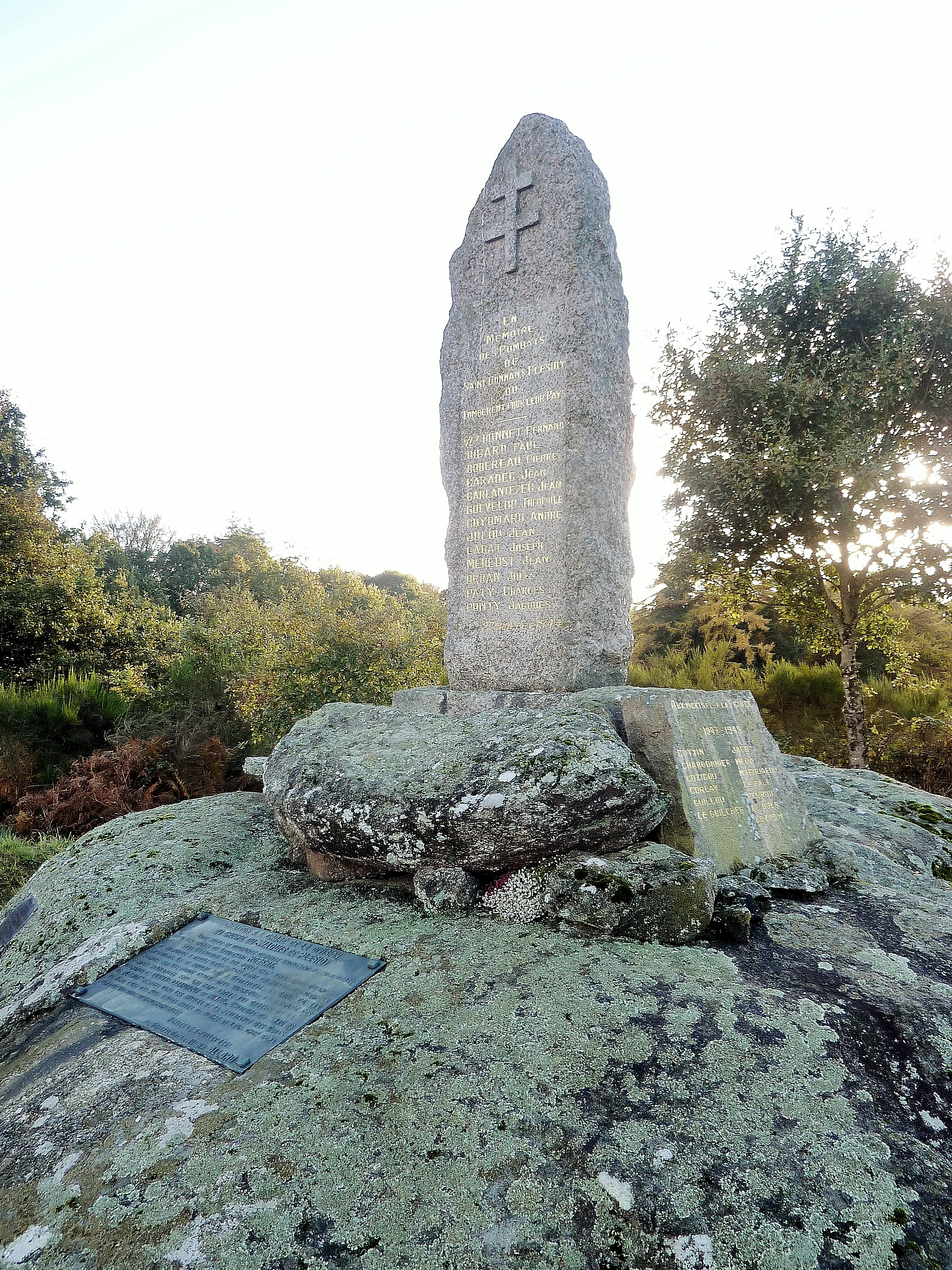
Saint-Connan : le monument commémoratif de la Résistance.

Par la suite, les maquisards reprirent les combats le long de la route Paris-Brest à Tréglamus contre des convois allemands qui se dirigeaient vers le front de Normandie. Jean David, qui a rejoint le maquis de Coat-Mallouen, participe à la récupération d'armes abandonnées par les Allemands et à la libération de Guingamp le 7 août 1944 avec l'appui des chars américains,.
Au total, 26 hommes de ce maquis perdirent la vie au combat.
Un musée à Saint-Connan rend hommage aux résistants. Une stèle commémorative a été érigée, également à Saint-Connan. Texte figurant sur la plaque :

« Citation à l'ordre de la division du groupe du maquis de Plésidy.

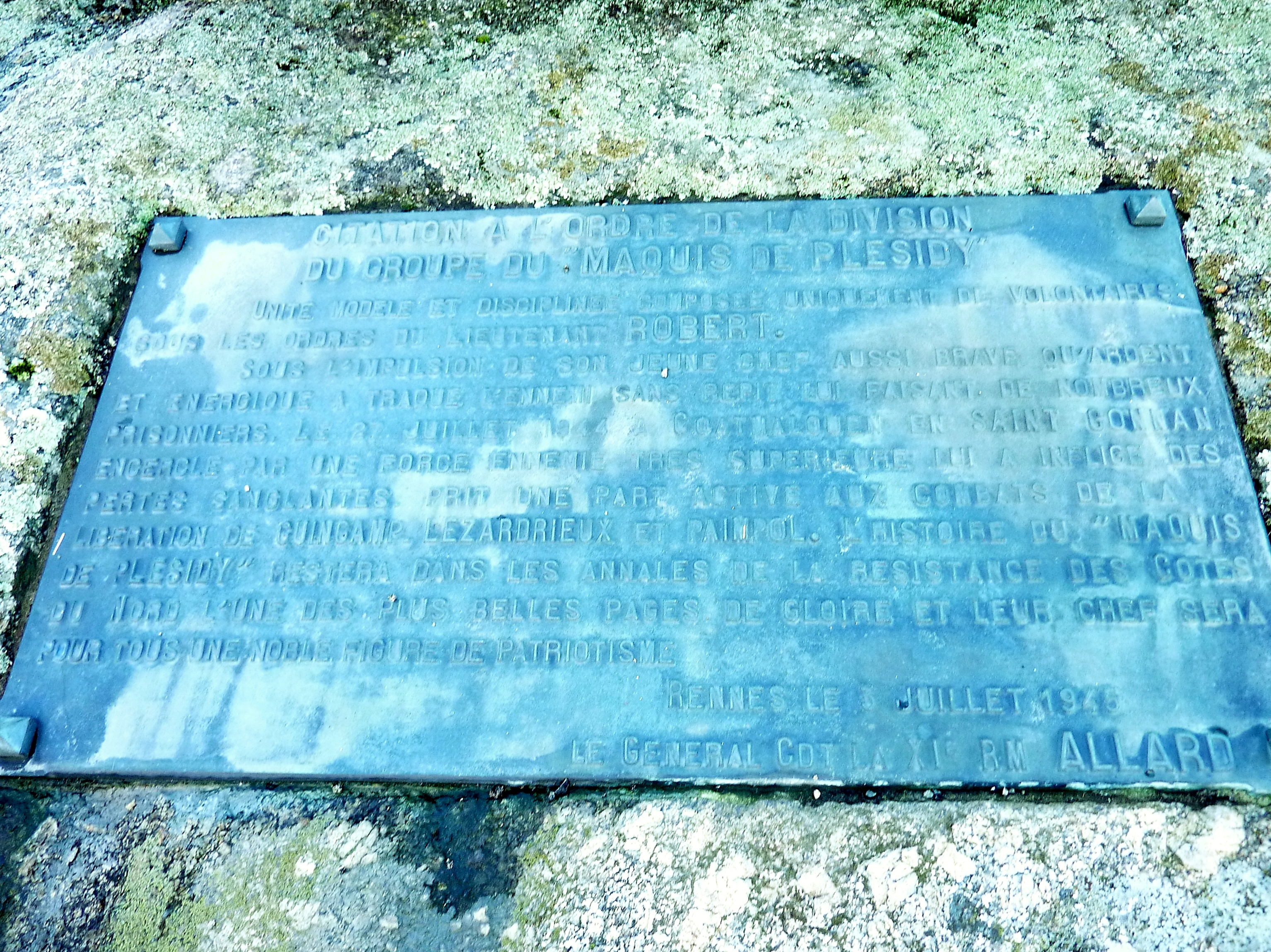
Plaque commémorative du maquis de Plésidy. (monument commémoratif de la Résistance à Saint-Connan).

Unité modèle et disciplinée composée uniquement de volontaires sous les ordres du lieutenant Robert.
Sous l'impulsion de son jeune chef aussi brave qu'ardent et énergique a traqué l'ennemi sans répit lui faisant de nombreux prisonniers.
Le 27 juillet 1944 à Coatmalouen en Saint-Connan encerclé par une force ennemie très supérieure lui a infligé des pertes sanglantes.
Prit une part active aux combats de la libération de Guingamp, Lézardrieux et Paimpol.
L'histoire du maquis de Plésidy restera dans les annales de la résistance des Côtes-du-Nord l'une des plus belles pages de gloire et leur chef sera pour tous une noble figure de patriotisme.
Rennes, le 3 juillet 1945
Le général commandant la XIe RM Allard »

## Filmographie
En août 1945, Anselme et Guy Delattre filment une reconstitution du maquis de Plésidy-Saint-Connan avec les vrais maquisards de Coat Mallouen, entre Guingamp et Rostrenen, qui ici jouent leur propre rôle.